# Distrito de Langa

Provincia de Huarochirí en el Departamento de Lima, Perú

El Distrito de Langa es uno de los treinta y dos distritos de la provincia de Huarochirí, ubicada en el Departamento de Lima, bajo la administración del Gobierno Regional de Lima-Provincias.
Dentro de la división eclesiástica de la Iglesia Católica del Perú, pertenece a la Prelatura de Yauyos

## Historia
El distrito fue creado mediante Ley N.º 1622 del 16 de noviembre de 1912 en el gobierno del Presidente Guillermo Billinghurst Angulo.

## Geografía
Abarca una superficie de 80,99 km² y tiene una población aproximada de 850 habitantes.
Su capital el poblado de Langa está ubicado a 2 789 m s. n. m.

## Población
Según el censo de población del 2007, el distrito contaba con una población de 1 056 habitantes. Su población en la zona sierra se dedica al cultivo de maíz, papa, trigo y habas; mientras que en la zona costa se cultiva manzana, membrillo y melocotón.

## Autoridades

### Municipales
- 2019 - 2022[4]
  - Alcalde: Carlos Alberto Zárate Solano, de Acción Popular.
  - Regidores:

  1. Bartolomé Enrique Solano Zárate (Acción Popular)
  2. Yreize Nilsa Carhuavilca Carhuavilca (Acción Popular)
  3. Franco Arturo Fernández Ramos (Acción Popular)
  4. Edith Salsavilca Solano (Acción Popular)
  5. Marcelino Narciso Huaringa (Partido Aprista Peruano)

Alcaldes anteriores
- 2015 - 2018:[5] Miguel Castro Quispe, Partido Democrático Somos Perú (SP).
- 2011 - 2014:  Wilson Belizario González Castro, Movimiento Concertación para el Desarrollo Regional (CDR).[6]
- 2007 - 2010:[7] Elver Lulu Castro Quispe, Partido Aprista Peruano.
- 2003 - 2006: Nicolás Castro Ricapa, Partido Aprista Peruano.
- 1999 - 2002: Domingo Peter Retes Salvatierra, Movimiento independiente Vamos Vecino.
- 1996 - 1998: Vidal Genaro Narciso Solano, Lista independiente N.º 15 Por la unión de Langa.
- 1993 - 1995: Augusto Beethoven Rosado Salvatierra, Lista independiente Cambio 93.
- 1990 - 1992: Néstor Sacravilca Salsavilca, Partido Aprista Peruano.
- 1987 - 1989: Pablo Pedro Sacravilca Salsavilca, Partido Aprista Peruano.
- 1984 - 1986: Serapio Castro Macavilca Salsavilca, Partido Aprista Peruano.
- 1981 - 1983: Wilfredo Narciso Solano, Partido Aprista Peruano.

### Policiales
- Jurisdicción de la Comisaría de Huarochirí.
  - Comisario: Capitán PNP.

## Educación

### Instituciones educativas
- I.E. 20559 San Juan de Langa

## Festividades
- Agosto 15: Virgen de la Asunción

## Atractivos turísticos
- Cueva de las Tres Ventanas descubiertas por el arqueólogo Bernardino Ojeda el 7 de octubre de 1967 en la cabecera de la quebrada Chilca, cerca al poblado de San Lázaro de Escomarca, bordeando por el flanco este del cerro Condorcoto y llegando a Colpayunco, se internó por la desembocadura de una quebrada expandida, caminando unos kilómetros ya por los altos rocosos, logra divisar a la distancia, tres agujeros con apariencia de minas abandonadas. Para llegar a ellas atravesando el abra del Yayama.[8]
- Existe restos arqueológicos de chaparcosa que no han sido investigados

- Kiqché o Quiqche se encontraron huellas de fogatas, restos de alimentos, huesos de venado, camélidos, vizcachas, perro y aves. También cerámica de pasta marrón pulida, rosada o negruzca. Ubicado a 3650 m s. n. m. data de 8000 a 4000 ac.[9]